# Guillem Bernat de Perles
Guillem Bernat de Perles (Perles, inici del segle xiv) era un prevere catala. Va néixer a la masia de Can Pagès al veïnat de Perles (Vilademuls) a l'inici del segle xiv.
Va professar el 1328 i va ser capellà de la parròquia i del monestir de Sant Daniel a Girona. El 1349 va esdevenir majordom del bisbe de Girona.
És conegut com a autor del Llibre verd dels feus, un inventari de tots els feus i delmes de les més de quatre cents parròquies de la diòcesi, obra encarregada per Berenguer de Cruïlles el 1362. Va continuar després de la mort de Berenguer sota els seus successors Ènnec de Valterra (1361-1369) i de Jaume de Trilla (1369-1374). Aquest darrere el va amonestar que acabi, el que finalment sera fet l'estiu de 1371 després de quasi deu anys.
El 2012 la Diputació de Girona va encarregar l'historiador Elvis Mallorquí i García amb una edició crítica amb el títol Llibre verd del Bisbe de Girona (1362-1371).